# Gábor Delneky
Gábor Lázsló Delneky (Budapest, 29 maggio 1932 – Orlando, 26 ottobre 2008) è stato uno schermidore ungherese, vincitore di una medaglia d'oro nella scherma ai giochi olimpici.